# T-ara
T-ara (kor. 티아라; IPA [tʰiara]) ist eine südkoreanische Girlgroup der zweiten K-Pop-Generation, die 2009 von Mnet Media gegründet wurde. Zuvor partizipierten einige Bandmitglieder in Filmen, TV-Serien oder Musikvideos.

## Geschichte
Im April 2009 veröffentlichten die zu dieser Zeit fünf Mädchen ihren ersten Song „좋은 사람“ („Joeun Saram“) für den Soundtrack der südkoreanischen Soap Cinderella Man. Im Juni 2009 verließen Yang Ji-won und Bandleader Lee Ji-ae die Gruppe. Im darauffolgenden Monat wurden Boram, Soyeon und Qri Mitglieder der Gruppe und Eunjung wurde zum neuen Leader. Am 9. Juli 2009 wurde bekanntgegeben, dass die Band fortan von Mnet Medias Tochterunternehmen Core Contents Media betreut wird. Zudem veröffentlichte die Gruppe am 27. Juli 2009 die Debüt-Single „거짓말“ („Geojitmal“). Die Single enthält insgesamt vier Lieder und erreichte Platz 5 der südkoreanischen GAON Music Charts.

### Debüt
Offiziell debütierte T-ara am 29. Juli 2009 in der Variety-Show Radio Star des Senders MBC. In der Sendung feierte auch das Musikvideo zu „Geojitmal“ Premiere. Ihren ersten Auftritt hatte die Gruppe in der Mnets Musikshow M! Countdown, in der sie die Titel „Geojitmal“ und „Norabollae?“ („놀아볼래?“) sangen. Allerdings wurde kritisiert, dass die Gruppe Playback sang. Daraufhin gab die Band bekannt, dass sie in Zukunft live singen werden.
Die T-ara-Mitglieder Eunjung, Soyeon, Hyomin und Jiyeon sangen zusammen mit Mitgliedern der Boyband Supernova das Lied „TTL (Time to Love)“, welches am 15. September 2009 veröffentlicht wurde und im Oktober Rang 2 der GAON Music Charts erreichte. Der Nachfolgesong „TTL Listen 2“, an dem diesmal alle sechs Mitglieder von T-ara partizipierten, wurde digital am 9. Oktober 2009 veröffentlicht und schaffte es auf Platz 14 der südkoreanischen Musikcharts.

### Absolute First Album

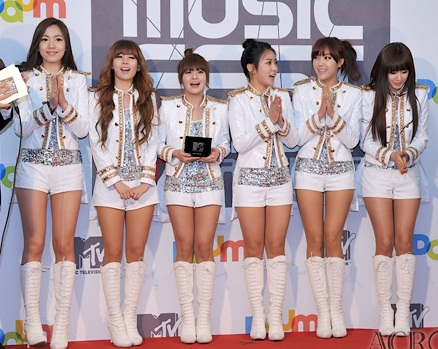
T-ara im Jahr 2011

Am 27. November 2009 wurde T-aras Absolute First Album digital veröffentlicht. Daraufhin wurden Teaservideos zu den Titeln „Bo Peep Bo Peep“ und „처음처럼“ („Cheoeum Cheoreom“) veröffentlicht. Fans konnten auf Musikportalen wie Mnet, MelOn, Nate, Cyworld, Soribada und weiteren wählen, welchen Song T-ara promoten sollte. Am 30. November 2009 wurde ein Musikvideo zu „Cheoeum Cheoreom“ veröffentlicht sowie zwei Versionen zu „Bo Peep Bo Peep“ (eine 15+-Version und eine 19+-Version). Auf dem Musikportal GOM TV erreichte die 15+-Version von „Bo Peep Bo Peep“ prompt den ersten Platz der populärsten Musikvideos des Tages. Die 19+-Version kam auf Platz 4 während „Cheoeum Cheoreom“ auf dem zweiten Platz rangierte. Am 2. Dezember wurde das Ergebnis der Abstimmung bekanntgegeben und „Cheoeum Cheoreom“ gewann mit 53 % der abgegebenen Stimmen. Am 4. Dezember 2009 erschien T-aras erstes Album mit 14 Musiktiteln auch physikalisch.
Ende 2009 gewannen T-ara zusammen mit der Band 4minute den Newcomer Award der Golden Disk Awards. Die Erfolgsserie von T-ara wurde 2010 fortgesetzt. Schon am 1. Januar 2010 bekamen T-ara in der KBS-Musikshow Music Bank für „Bo Peep Bo Peep“ den „Mutizen“ überreicht, der den besten Auftritt der Sendung auszeichnet. Insgesamt gewann „Bo Peep Bo Peep“ dreimal bei Music Bank und viermal bei SBS The Music Trend.
Am 3. Februar 2010 begann der Sender OnGameNet mit der Ausstrahlung von zwei Folgen der Reality-Show 티아라월드 (T-ara World), in der die Mädchen ein Einkaufszentrum leiten. Am 17. Februar 2010 wurde die Sendung unter dem Namen 티아라닷컴 (T-aradotcom) fortgesetzt. In dieser Sendung baut die Gruppe eine eigene Shopping-Website auf. Die Serie, die im Wochentakt gesendet wurde, endete am 21. April nach 10 Episoden. Von Februar bis Ende Mai 2010 erzielte die Gruppe mit ihrem Online-Shop Taradot.com 499.200 US-Dollar. Laut Core Contents Media ist die Seite mittlerweile der drittgrößte Online-Shop eines Künstlers.
Am 3. März 2010 veröffentlichte die Gruppe das Repackage-Album Breaking Heart mit zwei neuen Liedern, „너 때문에 미쳐“ („Neo Ttaemune Micheo“) und „내가 너무 아파“ („Naega Neomu Apa“). Das Album erreichte den zweiten Platz des GAON Music Chart. Die Song „Neo Ttaemune Micheo“ rangierte zwei Wochen an der Spitze der GAON Single-Charts.
Passend zur Fußball-Weltmeisterschaft 2010 veröffentlichten T-ara am 3. Mai den Titel „We Are The One“ („16강 기원 응원가“).
Am 16. Juli 2010 wurde bekanntgegeben, dass Ryu Hwa-young das siebte Mitglied von T-ara wird. Außerdem übernimmt nun Boram die Rolle des Bandleaders. Zudem gab Core Contents Media bekannt, dass die Position des Bandleaders jedes Jahr wechseln werde. Dies wurde zuvor von den Bandmitgliedern entschieden.
Im Sommer 2012 veröffentlichten sie ihr japanisches Debütalbum Jewelry Box. Sie gaben zur gleichen Zeit ihre gleichnamige Japanweite Tournee.
Am 30. Juli 2012 schied Ryu Hwa-young nach einem Jahr und acht Monaten aus der Girlgroup aus.

## Trivia
Anfang August 2010 erschien ein Handyspiel von Omnitel mit dem Titel „티아라의 리듬터치“ („Tiaraui Rideumteochi“). Der Spieler muss hierbei die richtigen Noten zu den Liedern von T-ara finden.

## Mitglieder
- Boram (Hangul: 보람), geboren am 22. März 1986; Geburtsname: Jeon Bo-ram (Hangul: 전보람)
- Qri (큐리), geboren am 12. Dezember 1986; Geburtsname: Lee Ji-hyun (이지현)
- Soyeon (소연), geboren am 5. Oktober 1987; Geburtsname: Park In-jung (박인정)
- Eunjung (은정), geboren am 12. Dezember 1988; Geburtsname: Ham Eun-jeong (함은정)
- Hyomin (효민), geboren am 30. Mai 1989; Geburtsname: Park Sun-young (박선영)
- Jiyeon (지연), geboren am 7. Juni 1993; Geburtsname: Park Ji-yeon (박지연)

## Diskografie

### Studioalben
| Jahr                       | Titel                | Höchstplatzierung, Gesamtwochen, AuszeichnungChartplatzierungen (Jahr, Titel, Platzierungen, Wochen, Auszeichnungen, Anmerkungen) | Höchstplatzierung, Gesamtwochen, AuszeichnungChartplatzierungen (Jahr, Titel, Platzierungen, Wochen, Auszeichnungen, Anmerkungen) | Anmerkungen                             |
| Jahr                       | Titel                | KR | JP | Anmerkungen                             |
| -------------------------- | -------------------- | --- | --- | --------------------------------------- |
| Südkoreanische Studioalben |                      | | |                                         |
|                            |                      | | |                                         |
| 2009                       | Absolute First Album | KR2 (37 Wo.)KR | — | Erstveröffentlichung: 27. November 2009 |
| Japanische Studioalben     |                      | | |                                         |
|                            |                      | | |                                         |
| 2012                       | Jewelry Box          | — | JP2 Gold · (19 Wo.)JP | Erstveröffentlichung: 6. Juni 2012      |
| 2013                       | Treasure Box         | — | JP4 (9 Wo.)JP | Erstveröffentlichung: 7. August 2013    |
| 2014                       | Gossip Girls         | — | JP7 (6 Wo.)JP | Erstveröffentlichung: 14. Mai 2014      |

grau schraffiert: keine Chartdaten aus diesem Jahr verfügbar

### Wiederveröffentlichungen
| Jahr | Titel                   | Höchstplatzierung, Gesamtwochen, AuszeichnungChartsChartplatzierungen (Jahr, Titel, Platzierungen, Wochen, Auszeichnungen, Anmerkungen) | Anmerkungen                             |
| Jahr | Titel                   | KR | Anmerkungen                             |
| ---- | ----------------------- | --- | --------------------------------------- |
| 2010 | Breaking Heart          | KR2 (81 Wo.)KR | Erstveröffentlichung: 3. März 2010      |
| 2011 | Roly-Poly in Copacabana | KR3 (30 Wo.)KR | Erstveröffentlichung: 11. August 2011   |
| 2012 | Funky Town              | KR1 (31 Wo.)KR | Erstveröffentlichung: 3. Januar 2012    |
| 2012 | Mirage                  | KR2 (21 Wo.)KR | Erstveröffentlichung: 3. September 2012 |
| 2013 | Again 1977              | KR2 (14 Wo.)KR | Erstveröffentlichung: 4. Dezember 2013  |
| 2013 | T-ara Winter            | — | Erstveröffentlichung: 14. Dezember 2013 |

### Kompilationen
| Jahr | Titel                                               | Höchstplatzierung, Gesamtwochen, AuszeichnungChartsChartplatzierungen (Jahr, Titel, Platzierungen, Wochen, Auszeichnungen, Anmerkungen) | Anmerkungen                            |
| Jahr | Titel                                               | JP | Anmerkungen                            |
| ---- | --------------------------------------------------- | --- | -------------------------------------- |
| 2012 | T-ara’s Best of Best 2009–2012: Koreanische Version | JP14 (8 Wo.)JP | Erstveröffentlichung: 10. Oktober 2012 |
| 2014 | T-ara Single Complete Best Album "Queen of Pops"    | JP33 (3 Wo.)JP | Erstveröffentlichung: 22. Juli 2014    |

### Remixalben
| Jahr | Titel                                | Höchstplatzierung, Gesamtwochen, AuszeichnungChartsChartplatzierungen (Jahr, Titel, Platzierungen, Wochen, Auszeichnungen, Anmerkungen) | Anmerkungen                              |
| Jahr | Titel                                | KR | Anmerkungen                              |
| ---- | ------------------------------------ | --- | ---------------------------------------- |
| 2012 | T-ara’s Free Time in Paris and Swiss | KR3 (2 Wo.)KR | Erstveröffentlichung: 15. Oktober 2012   |
| 2014 | EDM Club Sugar Free Edition          | KR3 (1 Wo.)KR | Erstveröffentlichung: 24. September 2014 |

### EPs
| Jahr | Titel                 | Höchstplatzierung, Gesamtwochen, AuszeichnungChartsChartplatzierungen (Jahr, Titel, Platzierungen, Wochen, Auszeichnungen, Anmerkungen) | Anmerkungen                              |
| Jahr | Titel                 | KR | Anmerkungen                              |
| ---- | --------------------- | --- | ---------------------------------------- |
| 2010 | Temptastic            | KR2 (39 Wo.)KR | Erstveröffentlichung: 1. Dezember 2010   |
| 2011 | John Travolta Wannabe | KR3 (15 Wo.)KR | Erstveröffentlichung: 30. Juni 2011      |
| 2011 | Black Eyes            | KR2 (16 Wo.)KR | Erstveröffentlichung: 11. November 2011  |
| 2012 | Day by Day            | KR5 (12 Wo.)KR | Erstveröffentlichung: 3. Juli 2012       |
| 2013 | Again                 | KR2 (5 Wo.)KR | Erstveröffentlichung: 10. Oktober 2013   |
| 2014 | And & End             | KR2 (12 Wo.)KR | Erstveröffentlichung: 11. September 2014 |
| 2015 | So Good               | KR4 (5 Wo.)KR | Erstveröffentlichung: 2. August 2015     |
| 2016 | Remember              | KR4 (3 Wo.)KR | Erstveröffentlichung: 9. November 2016   |
| 2017 | What’s My Name?       | KR4 (4 Wo.)KR | Erstveröffentlichung: 14. Juni 2017      |

### Single-Alben
| Jahr | Titel        | Höchstplatzierung, Gesamtwochen, AuszeichnungChartsChartplatzierungen (Jahr, Titel, Platzierungen, Wochen, Auszeichnungen, Anmerkungen) | Anmerkungen                             |
| Jahr | Titel        | KR | Anmerkungen                             |
| ---- | ------------ | --- | --------------------------------------- |
| 2014 | Little Apple | KR4 (3 Wo.)KR | Erstveröffentlichung: 22. Dezember 2014 |
| 2021 | Re:T-ara     | KR6 (3 Wo.)KR | Erstveröffentlichung: 15. November 2021 |

### Singles
| Jahr                   | Titel Album                                        | Höchstplatzierung, Gesamtwochen, AuszeichnungChartplatzierungen (Jahr, Titel, Album, Platzierungen, Wochen, Auszeichnungen, Anmerkungen) | Höchstplatzierung, Gesamtwochen, AuszeichnungChartplatzierungen (Jahr, Titel, Album, Platzierungen, Wochen, Auszeichnungen, Anmerkungen) | Anmerkungen                                                       |
| Jahr                   | Titel Album                                        | KR | JP | Anmerkungen                                                       |
| ---------------------- | -------------------------------------------------- | --- | --- | ----------------------------------------------------------------- |
| Südkoreanische Singles |                                                    | | |                                                                   |
|                        |                                                    | | |                                                                   |
| 2009                   | Lie (거짓말) Absolute First Album                  | — | — | Erstveröffentlichung: 2009                                        |
| 2009                   | TTL (Time to Love) Absolute First Album            | KR168 (1 Wo.)KR | — | Erstveröffentlichung: 15. September 2009                          |
| 2009                   | Bo Peep Bo Peep Absolute First Album               | KR4 (12 Wo.)KR | — | Erstveröffentlichung: 27. November 2009                           |
| 2010                   | You Drive Me Crazy (너 때문에 미쳐) Breaking Heart | KR1 (18 Wo.)KR | — | Erstveröffentlichung: 2010                                        |
| 2010                   | What’s Wrong (왜 이러니) Temptastic                | KR4 (5 Wo.)KR | — | Erstveröffentlichung: 2010                                        |
| 2010                   | YaYaYa Temptastic                                  | KR5 (13 Wo.)KR | — | Erstveröffentlichung: 2010                                        |
| 2011                   | Roly-Poly John Travolta Wannabe                    | KR2 (23 Wo.)KR | — | Erstveröffentlichung: 29. Juni 2011                               |
| 2011                   | Cry Cry Black Eyes                                 | KR1 (18 Wo.)KR | — | Erstveröffentlichung: 2011                                        |
| 2011                   | We Were in Love (우리 사랑했잖아) Funky Town       | KR1 (13 Wo.)KR | — | Erstveröffentlichung: 2011 mit Davichi                            |
| 2012                   | Lovey-Dovey Funky Town                             | KR1 (19 Wo.)KR | — | Erstveröffentlichung: 3. Januar 2012                              |
| 2012                   | Day by Day                                         | KR2 (14 Wo.)KR | — | Erstveröffentlichung: 3. Juli 2012                                |
| 2012                   | Sexy Love Mirage                                   | KR4 (16 Wo.)KR | — | Erstveröffentlichung: 3. September 2012                           |
| 2013                   | Number Nine (넘버나인) Again                       | KR5 (9 Wo.)KR | — | Erstveröffentlichung: 10. Oktober 2013                            |
| 2013                   | Do You Know Me (나 어떡해) Again 1977              | KR19 (4 Wo.)KR | — | Erstveröffentlichung: 2013                                        |
| 2014                   | Sugar Free (슈가프리) And & End                    | KR36 (4 Wo.)KR | — | Erstveröffentlichung: 2014                                        |
| 2015                   | So Crazy (완전 미쳤네) So Good                     | KR33 (2 Wo.)KR | — | Erstveröffentlichung: 2015                                        |
| 2016                   | Tiamo (띠아모) Remember                            | KR81 (1 Wo.)KR | — | Erstveröffentlichung: 2016                                        |
| 2017                   | What’s My Name? (내 이름은) What’s My Name?        | KR79 (1 Wo.)KR | — | Erstveröffentlichung: 2017                                        |
| 2021                   | Tiki Taka (티키타카) Re:T-ara                      | KR132 (1 Wo.)KR | — | Erstveröffentlichung: 2021                                        |
| Japanische Singles     |                                                    | | |                                                                   |
|                        |                                                    | | |                                                                   |
| 2011                   | Bo Peep Bo Peep Jewelry Box                        | — | JP1 Gold + Gold (Mobile Downloads) · (31 Wo.)JP                                                                                          | Erstveröffentlichung: 28. September 2011 · + JP: Gold (Downloads) |
| 2011                   | Yayaya Jewelry Box                                 | — | JP7 (16 Wo.)JP | Erstveröffentlichung: 30. November 2011                           |
| 2012                   | Roly-Poly Jewelry Box                              | — | JP3 (14 Wo.)JP | Erstveröffentlichung: 29. Februar 2012                            |
| 2012                   | Lovey-Dovey Jewelry Box                            | — | JP9 (10 Wo.)JP | Erstveröffentlichung: 23. Mai 2012                                |
| 2012                   | Sexy Love Treasure Box                             | — | JP4 (10 Wo.)JP | Erstveröffentlichung: 14. November 2012                           |
| 2013                   | Bunny Style! (バニスタ!) Treasure Box              | — | JP2 (10 Wo.)JP | Erstveröffentlichung: 20. März 2013                               |
| 2013                   | Target Treasure Box                                | — | JP12 (4 Wo.)JP | Erstveröffentlichung: 10. Juli 2013                               |
| 2013                   | Number Nine Gossip Girls                           | — | JP13 (7 Wo.)JP | Erstveröffentlichung: 20. November 2013                           |
| 2014                   | Lead the Way / La’boon Gossip Girls                | — | JP8 (6 Wo.)JP | Erstveröffentlichung: 5. März 2014                                |

grau schraffiert: keine Chartdaten aus diesem Jahr verfügbar

## Auszeichnungen
2009
- Golden Disk Awards: Newcomer Award (zusammen mit 4minute)[14]

2010
- High1 Seoul Music Awards: Best New Artist Award (zusammen mit After School und Beast)[31]